# Insieme di Cantor

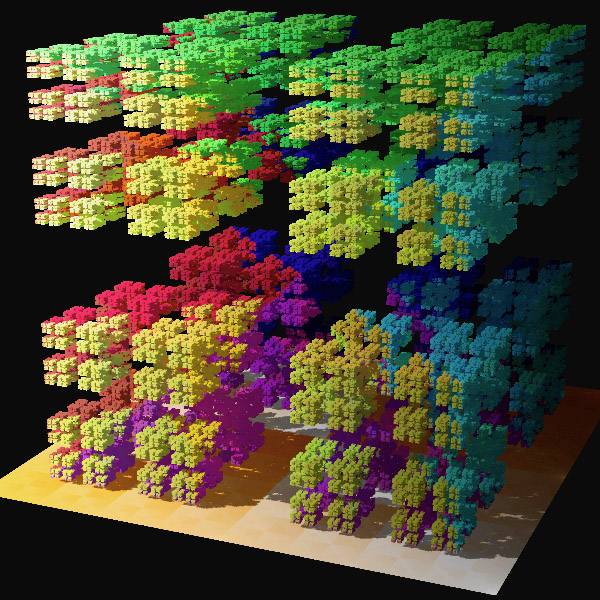
Una versione tridimensionale dell'insieme di Cantor

L'insieme di Cantor, detto anche polvere di Cantor, introdotto dal matematico tedesco Georg Cantor, è ciò che rimane di un segmento diviso in tre parti uguali e privato di quella centrale quando questo procedimento si ripete all'infinito su tutti i segmenti restanti. È una figura replicante di ordine due potendosi scomporre in due miniature di sé stesso.

## Definizione
L'insieme di Cantor è definibile in modo ricorsivo, partendo dall'intervallo {\displaystyle [0,1]} e rimuovendo ad ogni passo un segmento aperto centrale da ogni intervallo. 
Al primo passo rimuoviamo da {\displaystyle [0,1]} il sotto-intervallo {\displaystyle \left({\frac {1}{3}},{\frac {2}{3}}\right)}, e rimaniamo quindi con due intervalli {\displaystyle \left[0,{\frac {1}{3}}\right]\cup \left[{\frac {2}{3}},1\right]}. 
Al secondo passo rimuoviamo un segmento aperto centrale in entrambi questi intervalli (avente lunghezza un terzo della lunghezza del segmento, come al primo passo), e otteniamo quattro intervalli ancora più piccoli {\textstyle \left[0,{\frac {1}{9}}\right]\cup \left[{\frac {2}{9}},{\frac {1}{3}}\right]\cup \left[{\frac {2}{3}},{\frac {7}{9}}\right]\cup \left[{\frac {8}{9}},1\right]}. 
L'insieme di Cantor consiste di tutti i punti dell'intervallo di partenza {\displaystyle [0,1]} che non vengono mai rimossi da questo procedimento ricorsivo: in altre parole, l'insieme che rimane dopo aver iterato questo procedimento infinite volte. È chiamato con termini suggestivi come polvere di Cantor.
I primi sette passi di questo processo sono illustrati qui sotto.

## Quali punti sono nell'insieme di Cantor?
Ad ogni passo viene rimosso "un terzo dei punti" (cioè dei segmenti aventi misura un terzo del totale). Quindi possiamo calcolare la misura totale dell'insieme rimosso tramite la seguente serie geometrica, che converge alla misura dell'insieme dei punti rimossi dall'intervallo:
{\displaystyle {\frac {1}{3}}+{\frac {2}{9}}+{\frac {4}{27}}+{\frac {8}{81}}+\cdots =\sum _{n=0}^{\infty }{\frac {2^{n}}{3^{n+1}}}={\frac {1}{3}}\left(\sum _{n=0}^{\infty }\left({\frac {2}{3}}\right)^{n}\right)={\frac {1}{3}}\left({\frac {1}{1-{\frac {2}{3}}}}\right)=1.}
Quindi l'insieme di Cantor, che è "ciò che rimane", ha misura 1 – 1 = 0. L'insieme di Cantor ha quindi misura nulla. Altri sottoinsiemi di {\displaystyle [0,1]} con misura nulla sono: un qualsiasi numero finito di punti e, rispetto alla definizione di misura di Lebesgue, gli insiemi composti da un'infinità numerabile di punti, come l'insieme dei numeri razionali.
A questo punto è naturale domandarsi se l'insieme di Cantor contenga effettivamente qualcosa. Ogni volta che rimuoviamo un segmento aperto, i suoi due estremi (che appartengono ad un segmento chiuso) rimangono e non vengono mai tolti successivamente. Quindi, ad esempio, i numeri 1/3 e 2/3 sono sicuramente contenuti nell'insieme. Con un po' di fatica si dimostra anche che il numero 1/4 è anch'esso nell'insieme: infatti ad ogni passo è alternativamente contenuto a sinistra e a destra dell'insieme centrale che viene rimosso.
In generale i punti appartenenti all'insieme di Cantor, possono essere espressi come segue:
{\displaystyle \sum _{n=1}^{\infty }{a_{n} \over 3^{n}};\quad a_{n}\in \{0;2\}.}
Oppure, in maniera analoga
{\displaystyle 0,a_{1}a_{2}\ldots a_{i}\ldots a_{n};\quad a_{i}\in \{0;2\}.}
Ossia sono i punti nell'intervallo {\displaystyle [0,1]} che scritti in base ternaria hanno come cifre decimali solamente 0 o 2.
Si noti che 0,2222...=1; 0,02222...=0,1 =1/3; 0,2=2/3; 0,00222...=0,01 =1/9; 0,02=2/9; 0,20222...=0,21 =7/9; 0,22=8/9 ecc.

## Proprietà

### L'insieme di Cantor non ha cardinalità numerabile
L'insieme di Cantor contiene tanti punti quanti ne contiene l'intervallo {\displaystyle [0,1]}: entrambi hanno la cardinalità del continuo. Per dimostrarlo, è sufficiente costruire una funzione {\displaystyle f} suriettiva dal primo al secondo insieme. L'esistenza di una funzione suriettiva implica che l'insieme di partenza (l'insieme di Cantor) non può avere cardinalità inferiore a quello d'arrivo (l'intervallo). Poiché l'insieme di Cantor è un sottoinsieme dell'intervallo, non può avere neanche cardinalità superiore, e quindi i due insiemi hanno la stessa cardinalità.
Per costruire questa funzione, scriviamo in base tre i punti che appartengono all'intervallo {\displaystyle [0,1].} Con questa notazione, 1/3 si scrive come 0,13 e 2/3 si scrive come 0,23, quindi il primo pezzo centrale rimosso consiste in tutti i numeri del tipo 0,1xxxxx...3, dove xxxxx...3 è una qualsiasi sequenza di numeri diversi dagli "estremi" 00000...3 e 22222...3 (perché rimuoviamo un intervallo aperto, quindi gli estremi rimangono dove sono). Quindi i numeri che restano dopo il primo passo sono esattamente quelli scrivibili come 0,0xxxxx...3 o 0,2xxxxx...3. Infatti i numeri 1/3 e 2/3 sono anche scrivibili rispettivamente come 1/3 = 0,022222...3 = 0,13e 2/3 = 0,122222...3 = 0,23 (analogamente, in base dieci 0,299999... e 0,3 sono lo stesso numero).
Al secondo passo si rimuovono tutti i numeri del tipo 0,01xxxx...3 e 0,21xxxx...3, e così via: segue che i numeri che non vengono mai rimossi sono esattamente quelli che possono essere scritti come 0,xxxx...3 usando solo le cifre 0 e 2. Se sostituisco ogni cifra "2" con la cifra "1", e leggo il nuovo numero in base binaria, ottengo un altro numero in {\displaystyle [0,1]}: in questo modo ho associato ad ogni numero dell'insieme di Cantor un altro numero dell'intervallo, e questa è la funzione che voglio considerare. La funzione è suriettiva perché ogni numero di {\displaystyle [0,1]} si scrive come 0,yyyy...2. Quindi l'insieme di Cantor ha la stessa cardinalità dell'intervallo (che poi è la stessa cardinalità dei numeri reali).
Notiamo che 1/4 si scrive in base ternaria come 0,02020202020...3, che quindi sta nell'insieme di Cantor, ma (a differenza di 1/3) non è l'estremo di nessun segmento rimosso.

### L'insieme di Cantor è un frattale
L'insieme di Cantor è un frattale (di tipo deterministico). Prendendo due insiemi di Cantor negli intervalli {\displaystyle [0,1]} e {\displaystyle [2,3],} e contraendo l'intervallo {\displaystyle [0,3]} di un fattore 1/3, si ottiene nuovamente l'insieme di Cantor. Ha una "dimensione non intera", intermedia fra le dimensioni 0 e 1 rispettivamente del punto e della retta. Infatti la sua dimensione di Hausdorff è uguale a {\displaystyle {\frac {\ln(2)}{\ln(3)}}\cong 0,631}.

### Proprietà topologiche e analitiche
Come descritto sopra, l'insieme di Cantor è non numerabile ed ha misura di Lebesgue zero. Il suo complementare è unione di segmenti aperti, quindi è un aperto: quindi l'insieme di Cantor è un sottoinsieme chiuso dell'intervallo. Poiché l'intervallo è compatto, anche l'insieme di Cantor è compatto.
Nell'intorno di ogni punto dell'insieme di Cantor ci sono sia punti contenuti nell'insieme che punti contenuti nel suo complementare. Ció implica che ogni punto dell'insieme di Cantor è punto di accumulazione (un insieme chiuso con questa proprietà è detto perfetto). Si ha anche che l'insieme di Cantor ha parte interna vuota. Infine, l'insieme di Cantor è ben lontano dall'essere connesso: in verità, è totalmente disconnesso.
Usando la base tre come sopra, si dimostra che, come spazio topologico, l'insieme di Cantor è omeomorfo allo spazio prodotto di una quantità numerabile di copie dello spazio {\displaystyle \{0,1\}} (ossia il semplice spazio topologico dato da due punti con la topologia discreta). Da questa segue un'altra proprietà sorprendente: l'insieme di Cantor è omeomorfo al prodotto di due insiemi di Cantor.
L'insieme di Cantor è omogeneo, nel senso che da un punto di vista topologico i punti sono tutti indistinguibili. Formalmente questo vuol dire che per ogni coppia di punti {\displaystyle x} e {\displaystyle y} esiste un omeomorfismo dell'insieme in sé che manda {\displaystyle x} in {\displaystyle y.}
L'insieme di Cantor è "universale nel senso della categoria degli spazi metrici compatti". Questo vuol dire che ogni spazio metrico compatto è l'immagine continua dell'insieme di Cantor.